# Augustin Bubník
Augustin „Gustav” Bubník (ur. 21 listopada 1928 w Pradze, zm. 18 kwietnia 2017 tamże) – czechosłowacki hokeista i trener, medalista olimpijski, więzień polityczny i polityk.

## Życiorys
W 1948 zdobył z hokejową reprezentacją Czechosłowacji srebrny medal na igrzyskach olimpijskich w Sankt Moritz, a w 1949 złoty medal mistrzostw świata w Sztokholmie. W 1950 wraz z 11 zawodnikami aresztowany przez władze komunistyczne, oskarżony o zdradę i szpiegostwo, a następnie skazany na 14 lat pozbawienia wolności. W wyniku amnestii w 1955 został wypuszczony z więzienia. Od 1966 do 1969 jako pierwszy Czech trenował hokejową reprezentację innego kraju – Finlandii. W 2003 wprowadzony do hokejowej Galerii Sław w Finlandii, a w 2008 w Czechach. Od 1998 do 2002 poseł do czeskiego parlamentu z konserwatywnej prawicowej partii ODS.

## Odznaczenia
W 2002 roku został odznaczony Medalem Za Zasługi II stopnia.